# Канонерские лодки типа «Инсект»
Канонерские лодки типа «Инсект» (англ. Insect-class gunboat) — серия небольших, но хорошо вооружённых британских канонерских лодок, построенных в начале Первой мировой войны для действий на реках и в прибрежных морских районах. Изначально проектировались для борьбы с австро-венгерскими канонерскими лодками на Дунае, однако за годы службы применялись на многих театрах Первой мировой и Второй мировой войн.
Последний из находившихся в строю кораблей серии продан на слом в 1949 году.

## История проектирования
В конце февраля 1915 года Британское Адмиралтейство в рамках Чрезвычайной Военной программы заказало две серии мелкосидящих речных канонерских лодок. Корабли получили официальное наименование «большие и малые канонерки для Китая», дабы дезинформировать противников. На деле же большие канонерки предназначались для Дуная (будущий тип «Инсект»), а малые (будущий тип «Флай») — для действий на Тигре и Евфрате против турок. Проектирование обоих типов было поручено инженерам фирмы «Ярроу».
По замыслу британского морского командования, разобранные большие канонерки нужно было доставить в Салоники и оттуда по частям — на Дунай, где их собрали бы заново. На Дунае канонерки должны были оказать помощь Сербии в борьбе с сильной австро-венгерской Дунайской флотилией, главные силы которой состояли из бронированных мониторов, вооруженных 120-мм орудиями. Борьба с таким противником вынудила британцев сделать ставку на превосходство в артиллерии и численном составе.
Превосходство в артиллерии должно было быть обеспечено чрезвычайно мощным вооружением: канонерские лодки получили два 6-дюймовых (152-мм) орудия (на носу и корме), пару 12-фунтовых (76-мм) пушек на палубе надстройки, а также шесть 7,7-мм пулемётов Максима.
Для обеспечения превосходства в численном составе были заказаны сразу двенадцать кораблей.

## Конструкция
|  |

### Корпус
Канонерские лодки этого проекта конструктивно были типичными речными кораблями, имевшими плоскодонный корпус простых обводов с низкими бортами. Конструкция корпуса предполагала разборку его на секции. Бронирование корпуса отсутствовало, 16-мм бронёй были защищены только щиты орудий и боевая рубка. Днище корпуса на всем протяжении кроме форпика имело двойное дно. Корпус имел хорошее разделение на водонепроницаемые отделения: поперечные водонепроницаемые переборки делили его на 19 отсеков, при этом попасть из любого из них в соседний отсек можно было только через люк в верхней палубе.
Поперечный набор корпуса состоял из 114 шпангоутов, установленных со шпацией 2 фута (0,61 м). В районе от 28 по 90 шпангоут (средняя часть корпуса) вдоль бортов проходили продольные вертикальные переборки.
Обшивка корпуса была тоньше, чем того требовали стандарты военного кораблестроения. В средней части её толщина составляла 5/16 дюйма (7,94 мм), в оконечностях — 1/8 дюйма (3,18 мм). Палуба в местах установки орудий была усилена стальными накладками 3/8 дюйма (9,53 мм), в средней части палубы имелись накладки толщиной 1/4 дюйма (6,35 мм).

### Механизмы
Силовая установка состояла из двух паровых машин тройного расширения, пар для них вырабатывали два треугольных паровых котла системы Ярроу.
Паровые машины размещались в общем машинном отделении, в месте с ними находились конденсатор проточного типа и турбогенератор
Паровые котлы также размещались в общем котельном отделении. Их установили поперёк корпуса, дымоход каждого котла выводился в собственную дымовую трубу. Воздух в котельное отделение нагнетался двумя вентиляторами диаметром 1,82 м.
Суммарная проектная мощность паровых машин составляла 2000 индикаторных л. с., что должно было обеспечивать скорость хода в 14 узлов (25,9 км/ч), однако на испытаниях корабли легко развивали 18 узлов (33,3 км/ч), а в 1920-е годы канонерки этого типа нередко совершали переходы со средней скоростью 16—17 узлов.
В движение корабли приводились двумя гребными винтами из специальной бронзы, которые располагались в туннелях, оборудованных специальными заслонками системы Ярроу.

### Запасы топлива и воды
Котлы имели смешанное отопление: их можно было топить как нефтью, так и углём. Это было сделано на случай, если в порту можно раздобыть или только нефть, или только уголь. Анализ вахтенных журналов показал, что пополнение запасов нефти происходило чаще, нежели погрузка угля, из чего можно сделать вывод, что уголь старались использовать реже. Помимо котлов уголь использовался в камбузных печах. Во время действий канонерок в Северной России использовался исключительно уголь.
Для хранения жидкого топлива на кораблях имелись восемь цистерн: две по 3,5 тонны и две по 4,5 тонны были размещены в седьмом отсеке (под носовым 152-мм орудием), две самых больших 9-тонных — в девятом отсеке; и еще две 8-тонных — в бортовых коффердамах машинного отделения. Расход нефти на скорости 10 узлов составлял примерно 1 тонну в час.
Запасы угля хранились в двух угольных ямах вместимостью 17 тонн, располагавшихся в бортовых коффердамах котельного отделения. Однако известны случаи, когда на борт принимали 50—60 тонн угля.
Помимо топлива корабли принимали на борт 7,1 тонны котельной воды и 2 тонны — питьевой.

### Вооружение

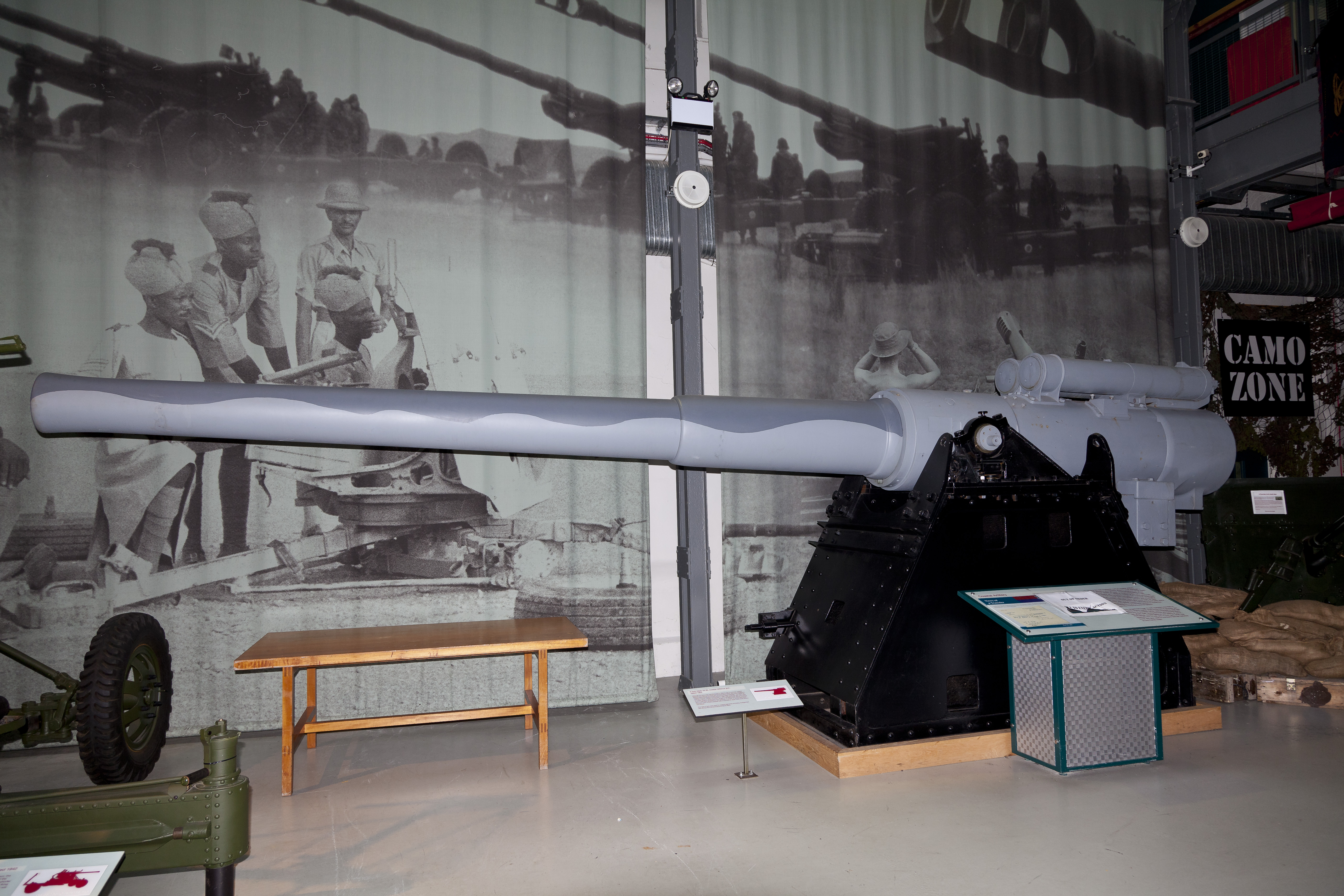
152-мм орудие того же типа, что и на «инсектах» (окрашено светло-серым), в экспозиции Музея Королевской артиллерии в Лондоне.

Главный калибр: два казнозарядных 152-мм орудия Mk VII в установках типа P.III на центральном штыре с полноразмерным броневым щитом (англ. BL 6-inch Mk VII naval gun). Длина ствола — 45 калибров (6845 мм). Угол возвышения — 15°, что ограничивало дальность стрельбы величиной 50 кбт (9140 м).
Лёгкое вооружение было представлено двумя 12-фунтовыми (76-мм) орудиями (длина ствола — 45 калибров) и шестью пулемётами системы Максима, Виккерса или Льюиса, которые были размещены на палубе надстройки, традиционно называвшейся «батарейной». Одно из таких орудий могло быть заменено 1-фунтовой (37-мм) автоматической пушкой Максима-Норденфельда или Виккерса. Позднее их повсеместно вытеснили 2-фунтовые (40-мм) автоматы Виккерса. Все вышеупомянутые системы за характерный звук выстрела имели прозвище «пом-пом», имели ленточное боепитание и могли использоваться для стрельбы как по наземным, так и воздушным целям.
Кроме того, на борту канонерских лодок имелось стрелковое и холодное оружие на случай высадки на берег десанта из вооруженных моряков. Десантные партии могли решать как традиционные колониальные задачи (защита британских интересов или подданных), так и оборонять сам корабль.

### Экипаж
По изначальному плану экипаж насчитывал 45 человек: 4 офицера, 20 старшин и матросов, 11 машинистов и кочегаров, а также 10 нестроевых нижних чинов (англ. non-executive ratings, к таковым относились моряки, не включавшиеся в несение ежедневных вахт: морские пехотинцы, коки, медики и так далее). По ходу службы их число постоянно росло. Так, уже к концу Первой мировой войны штатная численность экипажа выросла до 54 человек. В межвоенные годы экипаж канонерской лодки мог насчитывать от 54 до 65 офицеров и матросов.
Корабли, служившие на Китайской станции, имели на борту китайских рабочих-ку́ли, которые занимались стиркой белья, уборкой, приготовлением пищи. В отличие от матросов, живших в сравнительно просторных кубриках, кули не имели нормального жилья и были вынуждены тесниться в ахтерпике.

## Модернизации

### Первая мировая война
В ходе войны на канонерских лодках усилили бронирование: вокруг орудий главного калибра установили 25-мм броневые экраны, а батарейную палубу прикрыли экранами толщиной 6,35 мм и высотой 1,52 м. Дополнительную защиту от осколков обеспечивали войлочные маты, прикрывавшие мостик, а так же мешки с песком, уложенные не палубе.
Для наблюдения и корректирования огня корабли оснащались привязными аэростатами.
На канонерских лодках, действовавших в Месопотамии, по прибытии в Абадан четыре пулемета заменили на одно 3-фунтовое (47-мм) орудие на зенитном станке и на один 2-фунтовый «пом-пом».
На четырёх кораблях, оставшихся в английских водах («Сикала», «Глоууорм», «Кокчейфер» и «Крикет») носовое 152-мм орудие временно заменили на скорострельную 152-мм пушку Mk.II в открытой зенитной установке CP.II, дабы эти канонерские лодки могли защищать восточное побережье Англии от налётов германских «цеппелинов». В 1918 году, перед отправкой этих кораблей в Северную Россию, штатное 152-мм орудие вернули, однако 12-фунтовые орудия заменили 76-мм зенитными орудиями, а пулемётное вооружение усилили четырьмя ручными пулемётами «Льюис».

### Межвоенный период
К концу 1920-х годов все канонерки (кроме списанной к тому времени «Глоууорм») перевели на Китайскую станцию, где на них оборудовали закрытые ходовые рубки с мостиком. Кроме того, в кормовой части была установлена грот-мачта. Канонерскую лодку «Мот» перевели на полностью нефтяное отопление котлов (запас топлива — 76 тонн мазута).
Большинство кораблей в этот период были вооружены двумя 152-мм орудиями, одним 76-мм зенитным орудием и 40-мм «пом-помом».  Количество пулемётов: от четырёх до восьми.

### Вторая мировая война
В 1939 году «Эйфис» и «Ледибёрд» получили более современные 152-мм орудия Mk.XIII с длиной ствола 50 калибров на установках P.XI, полученные со списанного линкора «Эйджинкорт». Дальность стрельбы главным калибром увеличилась до 70 кбт (13 000 м). «Ледибёрд» несла их до самой гибели, а на «Эйфисе» в конце 1941 года ввиду полного износа их заменили на орудия Mk.VII, снятые с повреждённой канонерской лодки «Крикет».
В ходе войны зенитное вооружение оставшихся в строю кораблей усиливалось за счёт установки дополнительных зенитных пулемётов и автоматических пушек. В качестве таковых использовались 2-фунтовые «пом-помы», 20-мм «Эрликоны», счетверённые 12,7-мм «Виккерсы», а также трофейные итальянские образцы.
В конце войны «Эйфис», «Кокчэйфер» и «Скараб» получили радиолокационные станции тип 291U, лишились 76-мм орудий, а надстройки кораблей заметно увеличились в размерах.

## Служба

### Первая мировая война

#### Суэц
С ноября 1915 года по апрель 1916 года только что вступившие в строй «Эйфис», «Би», «Ледибёрд» и «Скэраб» были отбуксированы в Порт-Саид для защиты Суэцкого канала. Там канонеркам была поручена нетипичная для этого класса кораблей задача — противолодочное патрулирование. Малая осадка канонерок позволяла им не опасаться торпед, а мощная артиллерия — надводного артиллерийского боя. Тем не менее, встречи с подводными лодками противника не были зафиксированы.

#### Месопотамия
В начале 1916 года «Нэт», «Мантис», «Мот» и «Тарантула» ушли из Англии ещё дальше — в Абадан, дабы принять участие в боях на Месопотамском фронте, где на то время для англичан сложилась крайне тяжёлая обстановка. Там речные канонерки участвовали в нескольких попытках прорвать блокаду города Кут, оказывая огневую поддержку наступавшим войскам. Британцам в итоге не удалось пробиться к Куту и 29 апреля город пал. В плен сдались 12 тысяч солдат и офицеров, что стало одним из самых крупных поражений британцев в Первую мировую войну.
В августе 1916 года командование Месопотамским фронтом принял генерал Фредерик Мод; в декабре его войска начали новое наступление. Речная флотилия (командир — кэптен Уилфред Нанн) находилась на острие главного удара. Спустя несколько месяцев, поздним вечером 24 февраля 1917 года, «Тарантула» под брейд-вымпелом Нанна, а также «Мантис», «Мот» и малые канонерки «Баттерфлай», «Гэдфлай» и «Снэйкфлай», встали на якоря напротив превратившегося в руины обезлюдевшего Кута. Десантная партия во главе с Нанном водрузила на самом высоком здании британский флаг и составила гарнизон города до прибытия основных сил британцев.
11 марта британские войска вошли в Багдад. Шесть речных канонерских лодок прошли с боями около 600 миль вверх по Тигру и встали на якоря напротив бывшего британского консульства. За эти бои кэптен Нанн был награждён Орденом Бани, Шербрук, Барнстон и Картрайт (командиры «Тарантулы», «Мантис» и «Мот», соответственно) — ордена «За выдающиеся заслуги».
В ходе Месопотамской кампании британские канонерские лодки сыграли решающую роль, помешав туркам использовать важнейшую транспортную артерию для отхода: огневая мощь канонерок стала решающим фактором, обеспечившим контроль над маршрутом.

#### Палестина
В начале ноября 1917 года генерал Алленби прорвал оборону турок вдоль линии Газа—Беэр-Шева, сдерживавшую британцев в течение семи месяцев. Важным инструментом этого прорыва стало морское соединение огневой поддержки, состоявшее из крейсера «Графтон», французского броненосца береговой обороны «Рекэн», мониторов «Реглан», M15, M29, M31 и M32, канонерских лодок «Эйфис» и «Ледибёрд», а также семи британских и французских эсминцев. Их мощная артиллерия позволила наступающим британским частям без труда прорвать фронт турок на прибрежном участке и отбить все контратаки. 4 ноября «Эйфис» едва не получила попадание турецкого снаряда, находясь в 6 милях от берега. 9 декабря войска Алленби вошли в Иерусалим, затем наступило длительное затишье до сентября 1918 года, когда Алленби окончательно разбил турок и вышел в северную Сирию.

#### Англия
Четыре оставшихся канонерских лодки — «Сикала», «Кокчейфер», «Крикет» и «Глоуорм» — использовались на восточном побережье Англии, обеспечивая противовоздушную оборону. В июне 1916 года «Сикала» и «Крикет» прибыли в устье реки Хамбер, с июля «Глоуорм» прикрывала Лоустофт, а «Кокчейфер» — район Брайтлингси. Подобное использование канонерских лодок продолжалось вплоть до сентября 1918 года, когда было решено срочно подготовить корабли к переходу на Русский Север.

### Интервенция на севере России
С июня 1918 года по март 1920 года союзные экспедиционные силы вели боевые действия с Красной Армией южнее Архангельска. Для контроля над реками Северная Двина, Вага, Емца и Онега, имевших важное транспортное значение ввиду отсутствия дорог, была сформирована речная флотилия из кораблей с малой осадкой и мощным вооружением. В её состав вошли мониторы M23, M25 и канонерские лодки «Сикала», «Крикет», «Кокчейфер» и «Глоуорм». Командовал флотилией коммандер Себальд Грин. 22 октября 1918 года канонерские лодки покинули Скапа-Флоу и в первых числах октября, пройдя через Леруик, Тромсё и Мурманск, прибыли в Архангельск, где встали на зимовку. В Двинском Березнике британцами была организована передовая база снабжения. 7 мая 1919 года «Глоуорм» и «Сикала» впервые открыли огонь по позициям Красной армии в районе слияния Ваги с Северной Двиной.
В июне 1919 года британскую флотилию пополнили мониторы «Хамбер», M27, M31 и M33, спустя месяц в Архангельск прибыли «Мантис» и «Мот», недавно вернувшиеся из Месопотамии. Эти корабли действовали на второстепенных направлениях и в боях не участвовали. 3 июля командиром флотилии был назначен кэптен Эдвард Олтмен. 8 июля «Крикет» получила попадание снаряда и села на мель, пробыв там четыре недели, после чего отбуксирована на ремонт в Архангельск. 
В августе в районе деревни Сельцо «Сикала» подорвалась на мине, после чего несколько недель ремонтировалась в Архангельске. Командир канонерки лейтенант Эдвард Темплтон Грейстон был награждён орденом «За выдающиеся заслуги».
24 августа «Глоуорм» получила серьезные повреждения в порту Березник при взрыве баржи с боеприпасами, находившейся рядом. Погибли командир корабля коммандер Себальд Грин и ещё 17 офицеров и матросов, 18 человек было ранено. Канонерку отбуксировали в Архангельск и провели необходимый для отправки в Англию ремонт.
К концу сентября британские корабли покинули север России. Застрявшие на реке из-за обмеления M25 и M27 пришлось взорвать.

### Дунай
В декабре 1918 года «Эйфис» и «Ледибёрд», а также несколько катеров типа ML были отправлены на Дунай для охраны сдавшихся кораблей Дунайской флотилии Австро-Венгрии. Летом 1919 года канонерки принимали участие в подавлении Венгерской революции. В июле 1920 года «Эйфис» ушла в Константинополь, а затем — на Мальту. Ей на замену на Дунай прибыла «Глоуорм».
В ноябре 1921 года «Глоуорм» и «Ледибёрд» доставили по Дунаю бывшего императора Австро-Венгрии Карла с женой и свитой до теснины Железные Ворота, затем эскорт моряков сопроводил автомобильный конвой с изгнанниками до болгарского порта Варна, где они сели на крейсер «Кардифф».
В марте 1922 года британские канонерские лодки ушли с Дуная на Мальту. По прибытии туда «Глоуорм», «Ледибёрд» и уже находившаяся там «Эйфис» были выведены в резерв. В сентябре 1928 года «Глоуорм» отправили на слом, во многом из-за повреждений, полученных на Северной Двине. «Эйфис» и «Ледибёрд» находились в резерве пять лет, после чего их отправили в Китай, где к тому времени находились остальные канонерские лодки этого проекта.

### Служба на Китайской станции
Ещё до конца Первой мировой войны было решено перебросить в Китай мощные канонерки типа «Инсект», поскольку на тот момент британская флотилия в китайских водах состояла из пяти старых канонерских лодок постройки 1897—1904 годов, вооруженных только 57-мм орудиями.
Весной 1918 года из Ирака и Египта пришли «Би», «Нэт», «Скэраб» и «Тарантула»; в начале 1920 года из Англии пришли «Мантис», «Мот», «Кокчэйфер», «Крикет» и «Сикала». В дальневосточных водах корабли служили вплоть до начала Второй мировой войны, причем «Тарантула», «Сикала» и «Мот» служили на Сицзяне, остальные — на Янцзы. В 1921 году «Би» заменила старую колёсную канонерку «Кинша» в качестве флагманского корабля командира флотилии Янцзы (англ. Rear-Admiral, Yangtze — RAY); «Тарантула» выполняла аналогичную функцию в Гонконге.
В задачи канонерок входило сопровождение гражданских пароходов через неспокойные участки, освобождение судов, захваченных пиратами, изредка — высадка на берег десантных партий для защиты иностранной собственности.
В конце августа 1926 года «Кокчейфер» оказалась замешана в так называемом «Ваньсяньском инциденте» — серии вооруженных столкновений британцев с местными китайскими войсками в районе города Ваньсянь на Верхней Янцзы, в ходе которого город был обстрелян канонерскими лодками. Британцы потеряли убитыми трёх офицеров и четырёх матросов, тринадцать матросов было ранено. Инцидент имел далеко идущие последствия, ещё сильнее настроив местное население против европейских колонизаторов. Уже 8 сентября канонерка «Би» была обстреляна с берега двумя полевыми пушками, получив одно попадание. К 1927 году обстановка настолько накалилась, что Великобритания решила отправить на Дальний Восток дополнительные корабли: эскадру крейсеров со Средиземного моря и канонерские лодки «Эйфис» и «Ледибёрд» с Мальты, последних отправили на Янцзы. Год спустя на смену старым довоенным канонеркам прибыли новейшие «Симью», «Терн», «Петерел» и «Гэннет», к которым в 1931 году присоединился «Фалкон», а в 1934-м — «Робин» и «Сэндпайпер». Новые корабли были вооружены 76-мм пушками или 94-мм гаубицами, уступая в огневой мощи «инсектам», однако обладали несравненно лучшими условиями обитаемости.
В 1928 году генералиссимус Чан Кайши объединил большую часть Китая под властью Гоминьдана, остались только коммунисты во главе с Мао Цзэдуном и несколько милитаристов с небольшими силами. Следующее десятилетие для моряков флотилии Янцзы прошло сравнительно мирно.

#### Японо-китайская война
Утром 11 декабря 1937 года японцы обстреляли с берега и с воздуха британские суда близ Нанкина. Находившиеся рядом «Скэраб» и «Крикет» открыли по японским самолётам огонь из зенитных орудий и пулемётов, вынудив лётчиков сбросить бомбы мимо целей.
Ранним утром 12 декабря примерно в 50 милях вверх по реке от Нанкина канонерская лодка «Ледибёрд» была обстреляна японскими полевыми батареями и пулемётами. В корабль попало шесть снарядов, нанёсших серьёзные повреждения. Погиб дежурный по лазарету, ранения получили несколько офицеров, в том числе командир корабля лейтенант-коммандер Хью Барлоу и флаг-капитан флотилии кэптен Джордж О’Доннелл. На борту «Ледибёрд» в это время находились британский военно-морской атташе Уильям Ловат-Фрейзер и британский консул в Нанкине, которые как раз плыли в Уху с целью предотвращения таких инцидентов. Во время обстрела шлюпку Ловат-Фрейзера как раз спускали на воду. Не обращая внимания на выстрелы, он добрался до берега, где, пылая яростью, ворвался на ближайшую батарею и заставил прекратить огонь. В то время, пока атташе говорил с командиром японской батареи, на место событий прибыла канонерка «Би», на борту которой находился командир флотилии Янцзы контр-адмирал Реджинальд Холт, направлявшийся на встречу со своим японским коллегой для обсуждения мер по обеспечению безопасности британского судоходства на Янцзы. Канонерку встретил единственный снаряд, пролетевший мимо.
Холт переговорил с японским командующим в этом районе, полковником Хасимото, добившись от того извинений за неспровоцированное нападение и разрешения на свободный проход. В то время, пока шли переговоры, японская авиация потопила американскую канонерскую лодку «Пэнэй», о чём британцы узнали на следующий день. Контр-адмирал Холт с «Би» и «Ледибёрд» поспешил к месту атаки, но обнаружил там только горящие остовы двух танкеров и изрешеченный пулями моторный сампан с «Пэнэй». Спустя некоторое время канонерки приняли на борт раненых и других выживших. Благодаря договоренности Холта и Хасимото, «Би», «Ледибёрд» и присоединившаяся к ним американская канонерка «Оаху» без происшествий проследовали вниз по течению мимо японской флотилии.
Прибывшая в Шанхай в 1938 году новейшая канонерская лодка «Скорпион» сменила «Би» в качестве флагманского корабля флотилии Янцзы. Старую канонерку решили не возвращать в первоначальный облик, а вывели её из состава флота и 22 марта 1939 года продали на слом в Шанхае за 5225 фунтов стерлингов. «Мантис» и «Крикет», которым остро требовался ремонт, также были выведены в резерв для последующей продажи. В последний момент Адмиралтейство передумало, отменив решение, но информация об этом дошла до Китая с запозданием и «Мантис» к тому времени уже продали на слом в Шанхае.

### Вторая мировая война
В сентябре 1939 года Великобритания вступила в войну с Германией, после чего Япония незамедлительно потребовала вывода оставшихся кораблей. В конце года «Эйфис» и «Ледибёрд» ушли в Сингапур, в феврале 1940 года за ними последовали «Нэт» и «Кокчэйфер», в июле — «Скэраб», в октябре — «Крикет», в декабре — «Тарантула». В январе 1940 года контр-адмирал Холт спустил свой флаг, после чего флотилия Янцзы была расформирована.

#### Гонконг
На момент вступления Японии в войну «Мот» и «Сикала» находились в Гонконге, причём «Мот» (коммандер Крир) стояла на ремонте в сухом доке. 1 декабря 1941 года японская артиллерия подвергла верфь интенсивному обстрелу и канонерка получила повреждения, исправить которые не представлялось возможным из-за нехватки рабочих. На следующий день с корабля сняли всё ценное и затопили на мелководье. Захватив Гонконг, японцы подняли «Мот» 1 июля 1942 года и включили в состав своего флота под наименованием «Сума». 19 марта 1945 года «Сума» подорвалась на американской донной мине между Чжэньцзяном и Нанкином. Официально корабль был исключён из списков Императорского флота Японии 10 мая 1945 года.
«Сикала» приняла активное участие в обороне Гонконга, отразив за время боёв 61 атаку с воздуха. 9 декабря получила прямое попадание снаряда в кормовую часть, встала на ремонт. 21 декабря канонерка была повреждена налётом четырёх японских пикирующих бомбардировщиков, после чего добита в проливе Вест-Ламма глубинной бомбой с британского торпедного катера MTB-10.

#### Средиземное море. Прибрежная эскадра

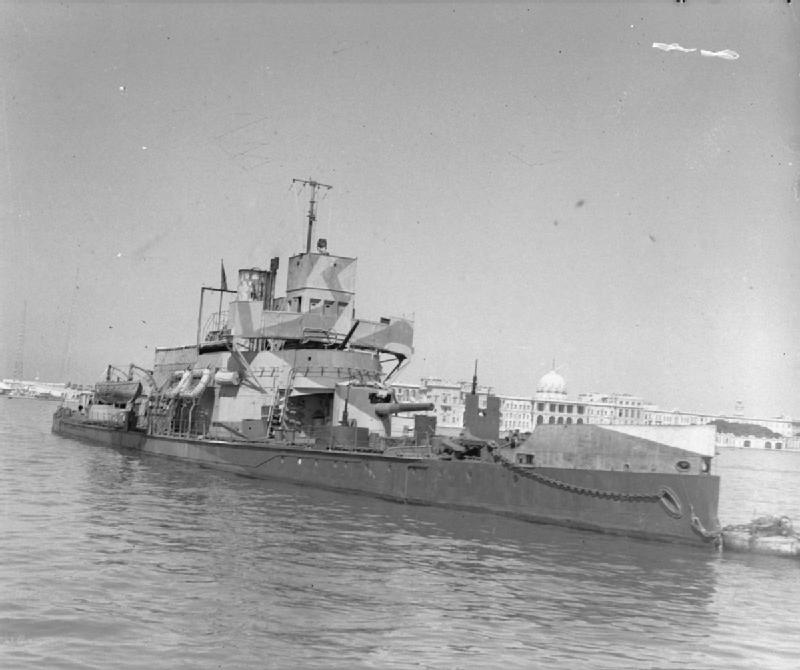
«Эйфис» в качестве брандвахты в Александрии, октябрь 1942 года.

1 марта 1940 г. «Эйфис» и «Ледибёрд» начали переход из Сингапура через Пенанг, Коломбо и Бомбей в Аден, а затем через Красное море, Суэцкий канал и Александрию — на Мальту. На переходе по Средиземному морю канонерки попали в шторм, потеряв множество заклёпок. Корпус «Ледибёрд» был повреждён ударами волн, погнулся правый гребной вал. После полуторамесячного ремонта в Ла-Валетте скорость «Ледибёрд» уже не превышала 7 узлов. В конце мая канонерки ушли в Египет, прибыв в Порт-Саид 7 июня — за три дня до начала войны с Италией.
23 августа «Ледибёрд» атаковала Бардию, войдя в порт и обстреливая здания и сооружения на берегу. Благополучно вышла из боя под прикрытием дымовой завесы австралийского эсминца «Уотерхен», 24 августа корабли вернулись в Александрию. 13 сентября итальянцы начали наступление на Египет. Британские войска, намного уступавшие в численности итальянским, отходили с боями, прикрываемые артиллерией Средиземноморского флота. 17 сентября «Ледибёрд» совместно с эсминцем «Джуно» обстреливала Эс-Саллум, а 23 сентября и 13 октября — Сиди-Баррани. 25 октября «Эйфис» обстреляла итальянские позиции в 15 милях восточнее Сиди-Баррани. К тому времени было принято решение о переброске на этот театр ещё двух однотипных кораблей — «Крикет» и «Нэт». Они прибыли в Александрию в конце октября и встали на ремонт. «Нэт» вышла из ремонта к Рождеству, а «Крикет» — только в мае 1941 года.
8 декабря 1940 года началось британское контрнаступление в Западной пустыне. Для содействия ему Королевский флот создал соединение огневой поддержки (Соединение «W»), включавшее монитор «Террор», канонерские лодки «Ледибёрд», «Эйфис» и «Нэт». Уже 8 декабря «Террор» и «Эйфис» обстреляли передовой пост противника в Мактиле, в тот же день «Ледибёрд» обстреливала Сиди-Баррани. 11 декабря «Террор», «Ледибёрд» и «Эйфис» действовали в районе Эс-Саллума. На рассвете 17 декабря «Эйфис» под командованием лейтенант-коммандера Джона Кэмпбелла проникла в гавань Бардии, где огнём артиллерии потопила три небольших судна, после чего в течение часа обстреливала объекты на берегу. За набеги на Бардию Кэмпбелл и командир «Ледибёрд» Джон Блэкбёрн получили ордена «За выдающиеся заслуги». 3 января начался штурм «Бардии». «Террор», «Эйфис» и «Ледибёрд» интенсивно обстреливали северный сектор обороны итальянцев.
5 января Бардия пала. В тот же день Соединение «W» было переформировано в Прибрежную эскадру (англ. Inshore Squadron), командование которой принял кэптен Гарольд Хиклинг. В состав эскадры вошли три тральщика, четыре противолодочных траулера, несколько мобилизованных шхун, небольших моторных судов и множество лихтеров. 21 января «Террор», «Эйфис», «Ледибёрд» и один из тральщиков поддерживали огнём штурм Тобрука.
В конце февраля «Ледибёрд» приняла участие в неудачной попытке захвата острова Кастеллориццо близ побережья Турции (операция «Абстеншн»). На рассвете 25 февраля с канонерки были высажены 24 морских пехотинца со станковыми пулемётами и миномётами, после чего канонерка оказывала им огневую поддержку. Вскоре после возвращения в Александрию «Ледибёрд» совместно с «Нэт» прошла Суэцким каналом в Красное море, поскольку ожидалось нападение итальянских эсминцев из Массауа на Суэц. Опасения не оправдались и обе канонерки встали на ремонт в Суэце, после чего вернулись на Средиземное море.
31 марта 1941 года началось наступление Роммеля. Прибрежной эскадре пришлось оказывать поддержку отступающим войскам. Так, в течение двух ночей — 10 и 11 апреля — «Эйфис» и «Нэт» обстреливали противника на побережье залива Бомба и у Газалы. 13 апреля «Нэт» с эсминцем «Гриффин» и лидером «Стюарт» обстреливала цели в районе Эс-Саллума. 15 апреля «Ледибёрд» обстреляла аэродром Газалы, а спустя три дня — Эс-Саллум. 7 мая «Ледибёрд» спасла уцелевших с потопленного тральщика «Стоук». Днём 12 мая «Ледибёрд» была потоплена немецкой авиацией в гавани Тобрука. Корабль лёг на дно на ровном киле, возвышаясь над водой; его уцелевший «пом-пом» вёл огонь по самолётам еще год — до захвата Тобрука немцами.
На смену погибшей канонерке пришла «Нэт», к тому времени завершившая ремонт. Так, уже в ночь на 14 мая она подавила тяжёлую батарею, обстреливавшую порт Тобрука. К этому времени «Крикет», ранее находившаяся в длительном ремонте, обрела боевую готовность и получила первую боевую задачу: совместно со шлюпом «Фламинго» и вооружённым траулером «Саузерн Айл» провести конвой из Мерса-Матрух в Тобрук. Вечером 29 июня конвой покинул Мерса-Матрух, во второй половине дня 30 июня, находясь на подходе к Тобруку, конвой был атакован крупными силами авиации. В ходе налётов «Крикет» получил тяжелые повреждения и потерял ход, ночью его отбуксировали в Мерса-Матрух, а оттуда — в Александрию. Там канонерская лодка прошла минимальный ремонт, достаточный для того, чтобы оставаться на плаву, после чего служила в качестве несамоходной зенитной батареи. В конце войны батарею отбуксировали к южному побережью Кипра и в 1947 году расстреляли как мишень во время учений. Корпус «Крикета» лежит на дне неподалёку от Ларнаки и является местом погружения для дайверов.
16 сентября «Эйфис» подавила огнём вражескую батарею, обстреливавшую Тобрук, заставив её замолчать на 8 дней.
В ночь на 21 октября «Нэт» отконвоировала в Тобрук несколько танкодесантных барж (так называемые «лихтеры типа „А“») и на обратном пути в Мерса-Матрух в 30 милях к северу от Бардии в 04:45 её поразила торпеда немецкой подводной лодки U-79. Взрыв вырвал примерно 6 метров носовой оконечности. Оставшуюся на плаву «Нэт» отбуксировали сначала в Мерса-Матрух, а затем, 24 октября, в Александрию. Загруженность местных верфей не позволила отремонтировать корабль, в итоге 7 декабря 1941 года «Нэт» исключили из списков флота. Позднее её посадили на мель в Суэце в качестве зенитной батареи, а в 1945 году разобрали на металл.
К 18 ноября 1941 года, когда началось контрнаступление британцев, в составе Прибрежной эскадры осталась единственная канонерская лодка — «Эйфис». В ночь на 25 ноября она обстреляла аэродром Газалы, а в ночь на 2 декабря совершила вылазку на восток — к Гамбуте, повторив обстрелы в этом районе 4 и 7 декабря. С 8 по 13 января 1942 года «Эйфис» поддерживала огнём войска, штурмовавшие перевал Халфайя.
После снятия блокады Тобрука Прибрежная эскадра была расформирована. Лишь после победы под Эль-Аламейном и перехода союзников в стратегическое наступление канонерские лодки снова активно включились в боевые действия.
На завершающем этапе кампании в Северной Африке «Эйфис» базировалась сначала на Триполи, затем — на Сус. 21 марта 1943 года канонерская лодка обстреляла цели в районе Габеса, разрушив, в частности, железнодорожную станцию.

#### Корабли Ост-Индской станции

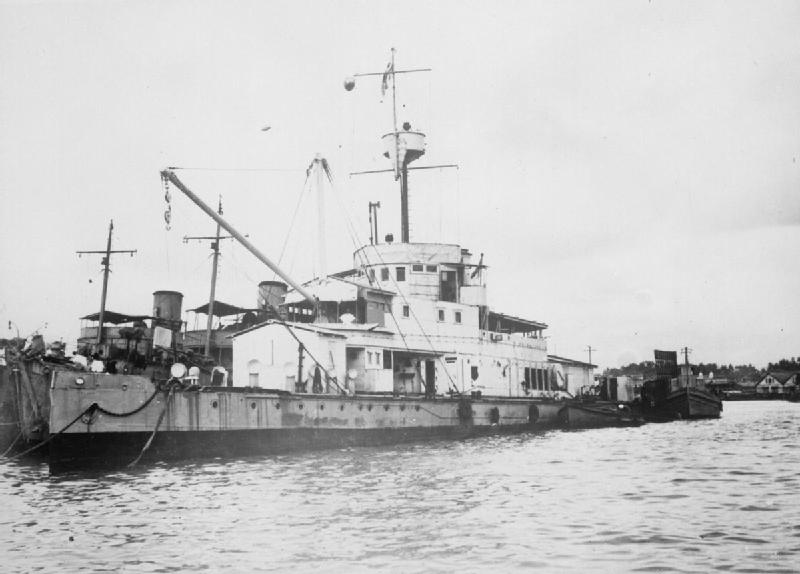
Штабной корабль «Тарантула» в Тринкомали, сентябрь 1943 года

Остававшиеся на Дальнем Востоке «Кокчейфер», «Скэраб» и «Тарантула» к концу 1940 года были переданы Ост-Индской станции и перешли из Сингапура на Цейлон. Два первых были переоборудованы в минные заградители, а «Тарантулу» из-за её плачевного технического состояния разоружили и использовали как штабной корабль в Коломбо и Тринкомали. В 1944 году она недолго пробыла флагманским кораблём Брюса Фрэзера — командующего Тихоокеанским флотом.
В апреле 1941 года «Кокчейфер» принимала участие в ликвидации антибританского мятежа в Ираке; несколько месяцев спустя — в оккупации Ирана британскими и советскими войсками. Впоследствии «Кончейфер» и «Скэраб» действовали в основном в Персидском заливе, базируясь на Басру, где их и застал в марте 1943 года приказ о переводе на Средиземное море.

#### Средиземное море, заключительный этап войны
После поражения войск «Оси» в Северной Африке началась подготовка высадки союзников на Сицилии, однако перед высадкой требовалось нейтрализовать сильно укреплённый итальянский остров Пантеллерия, лежащий между Тунисом и Сицилией (операция «Коркскрю»). В ночь на 11 июня 1943 года «Эйфис» в составе многочисленного соединения участвовала в обстреле гавани острова.
10 июля на Мальту прибыли «Кокчейфер» и «Скэраб», присоединившись к находившейся там «Эйфис». Канонерские лодки принимали участие в обстрелах береговых целей, предварявших высадку на Сицилии, однако во время самой высадки их не задействовали из-за слабого зенитного вооружения. 12 августа «Скараб» в паре с голландской канонерской лодкой «Сумба» обстреливали цели на восточном побережье Сицилии; 14 августа «Эйфис», «Кокчейфер» и голландская канонерка «Флорес» действовали в районе города Таормина; 15 августа «Эйфис» и «Сумба» — к югу от Мессины. 3 сентября «Эйфис» и «Скэраб» поддерживали высадку союзников на полуострове Калабрия (материковая часть Италии).
Техническое состояние старых канонерских лодок потребовало отправить их на ремонт. Корабли вернулись в строй весной 1944 года, чтобы принять участие в высадке на остров Эльба (операция «Бруссард»). Силы вторжения вышли в море 16 июня 1944 года и приблизились к Эльбе ранним следующего дня. Канонерские лодки начал обстрел, а коммандос высадились на берег на штурмовых катерах, дабы нейтрализовать береговые батареи. Коммандос не удалось захватить все батареи и потому канонерские лодки вели контрбатарейную стрельбу под руководством своих передовых наблюдателей, методично подавляя батареи. Утром 19 июня остатки гарнизона Эльбы сдались.
С 15 августа 1944 года канонерские лодки «Эйфис» и «Скэраб» принимали участие в обеспечении высадки в Южной Франции (операция «Драгун»), находясь в составе оперативной группы TG.80.4. «Кокчейфер» из-за поломки машин в операции не участвовал, служа в то время брандвахтой в Таранто. 17 августа канонерские лодки участвовали в бою с двумя немецкими охотниками (UJ-6082 и UJ-6073), оба охотника потоплены.
Выполнив задачи в рамках операции «Драгун», 19 августа обе канонерские лодки ушли в Аяччо, откуда перешли в Пьомбино. После этого их перевели на Адриатику для оказания артиллерийской поддержки сухопутным войскам, пытавшимся прорвать хорошо укреплённую «Готскую линию». 31 августа канонерки прибыли в Анкону и 7 сентября, совместно с эсминцем «Лойял», обстреляли немецкие позиции в районе Римини. В тот день их орудия стреляли в последний раз.

#### Дальний Восток, завершение службы
В конце 1944 года Адмиралтейство приказало перевести «Эйфис», «Скэраб» и «Кокчейфер» в состав Ост-Индского флота для участия в поддержке десантных операций на побережье Бирмы. 4 января 1945 года все три канонерки прошли Суэцкий канал и, совершив остановку в Адене, прибыли в Тринкомали. Там же находилась «Тарантула», к тому времени превращённая в плавучую мастерскую и блокшив.
Участвовать в боевых действиях канонерским лодкам более не довелось. После окончания Второй мировой войны, в январе 1946 года, «Эйфис», «Скэраб» и «Кокчейфер» вернулись в Сингапур, где вскоре были выведены в резерв. В мае 1947 года «Эйфис» продали на слом, а «Кокчейфер» превратили в блокшив. «Тарантула» использовалась в качестве корабля-цели и 1 мая 1946 года была потоплена эсминцами «Кэррон» и «Кэрисфорт» в ходе артиллерийских стрельб в районе Тринкомали.
«Скараб» оставалась в строю дольше всех, совершив несколько патрулирований в районе между Рангуном и Пенангом. В мае 1946 года её передали во временное пользование правительству Бирмы, и вплоть до июня 1947 года она несла службу в низовьях реки Рангун. В мае 1948 года её продали для разделки на металл.
В 1949 году «Кокчэйфер» — последняя из «больших канонерок для Китая» — была продана на слом и разобрана.

## Представители
Данные в таблице указаны по: Патянин, С. В. Канонерские лодки типа «Инсект» // Морская коллекция. — 2022. — № 10. — С. 3.
Знаком «=» отмечены корабли, получившие тяжёлые повреждения в этот день и более не восстановленные.
| Название   | Судоверфь                           | Закладка | Спуск на воду | Ввод в строй | Судьба             |
| ---------- | ----------------------------------- | -------- | ------------- | ------------ | ------------------ |
| Aphis      | Ailsa Shipbuilding                  | 1915     | 15.09.1915    | 11.1915      | слом 05.1947       |
| Bee        | Ailsa Shipbuilding                  | 1915     | 08.12.1915    | 16.03.1916   | слом 22.03.1939    |
| Cicala     | Barclay Curle, Глазго               | 1915     | 10.12.1915    | 02.1916      | гибель 21.12.1942  |
| Cockchafer | Barclay Curle, Глазго               | 1915     | 17.12.1915    | 04.1916      | слом 1949          |
| Cricket    | Barclay Curle, Глазго               | 1915     | 17.12.1915    | 03.1916      | = 30.06.1941       |
| Glowworm   | Barclay Curle, Глазго               | 1915     | 05.02.1916    | 1916         | слом 09.1928       |
| Gnat       | Lobnitz, Ренфру                     | 1915     | 03.12.1915    | 24.04.1916   | = 21.10.1941       |
| Ladybird   | Lobnitz, Ренфру                     | 1915     | 12.04.1916    | 1916         | гибель 12.05.1941  |
| Mantis     | Sunderland Shipbuilding, Сандерленд | 1915     | 14.09.1915    | 1915         | слом 20.01.1940    |
| Moth       | Sunderland Shipbuilding, Сандерленд | 1915     | 9.10.1915     | 5.01.1916    | гибель 12.12.1941  |
| Scarab     | Wood Skinner, Ньюкасл               | 1915     | 7.10.1915     | 14.11.1915   | слом 05.1948       |
| Tarantula  | Wood Skinner, Ньюкасл               | 1915     | 18.12.1915    | 1.06.1916    | затоплен 1.05.1946 |